# Miklós Bánffy
Miklós Bánffy (ur. 30 grudnia 1873 w Koloszwarze (Siedmiogród), zm. 5 czerwca 1950 w Budapeszcie) – węgierski arystokrata, hrabia Losoncz, powieściopisarz historyczny, grafik, reżyser teatralny, liberalny polityk.
Miklós Bánffy urodził się w Siedmiogrodzie, gdzie żył i tworzył. Uczył się w domu, wiedzę otrzymał od angielskiego guwernera. Biegle władał paroma językami. Był posłem i ministrem spraw zagranicznych Węgier w latach 1921–1922.

Nie ma wątpliwości, że poziom literacki dzieł Bánffyego dorównuje poziomowi takich pisarzy jak Tołstoj. Irena Makarewicz

## Twórczość
- Trylogia siedmiogrodzka(inne języki). Tytuły tomów zaczerpnięto z biblijnej przepowiedni upadku Babilonu, oddają katastroficzną wizję schyłku świata: mane, tekel, fares[2].
  - Policzone, 1935, polskie wydanie: Wydawnictwa Officyna w przekładzie Ireny Makarewicz[3] ISBN 978-83-66511-93-4
  - Zważone, 1937
  - Podzielone, 1940[4]
- Kraina Feniksa (węg. Emlékeimből), 2017.